# Mawson Peak
Mawson Peak è una montagna situata su Heard Island, un territorio australiano nei Mari antartici. Con i suoi 2.745 metri è la seconda vetta più alta di tutti i territori australiani, compresi i territori cosiddetti esterni, preceduto dal Monte McClintock, alto 3.492 m e situato nel Territorio Antartico Australiano, e seguito dal Monte Kosciuszko situato sul continente australiano, alto 2.228 m.
Mawson Peak è un vulcano attivo, la cima del massiccio chiamato Big Ben. Il vulcano venne così battezzato nel 1948 in onore di Sir Douglas Mawson, che guidò una spedizione su Heard Island nel novembre-dicembre 1929.